# 將軍澳游泳池

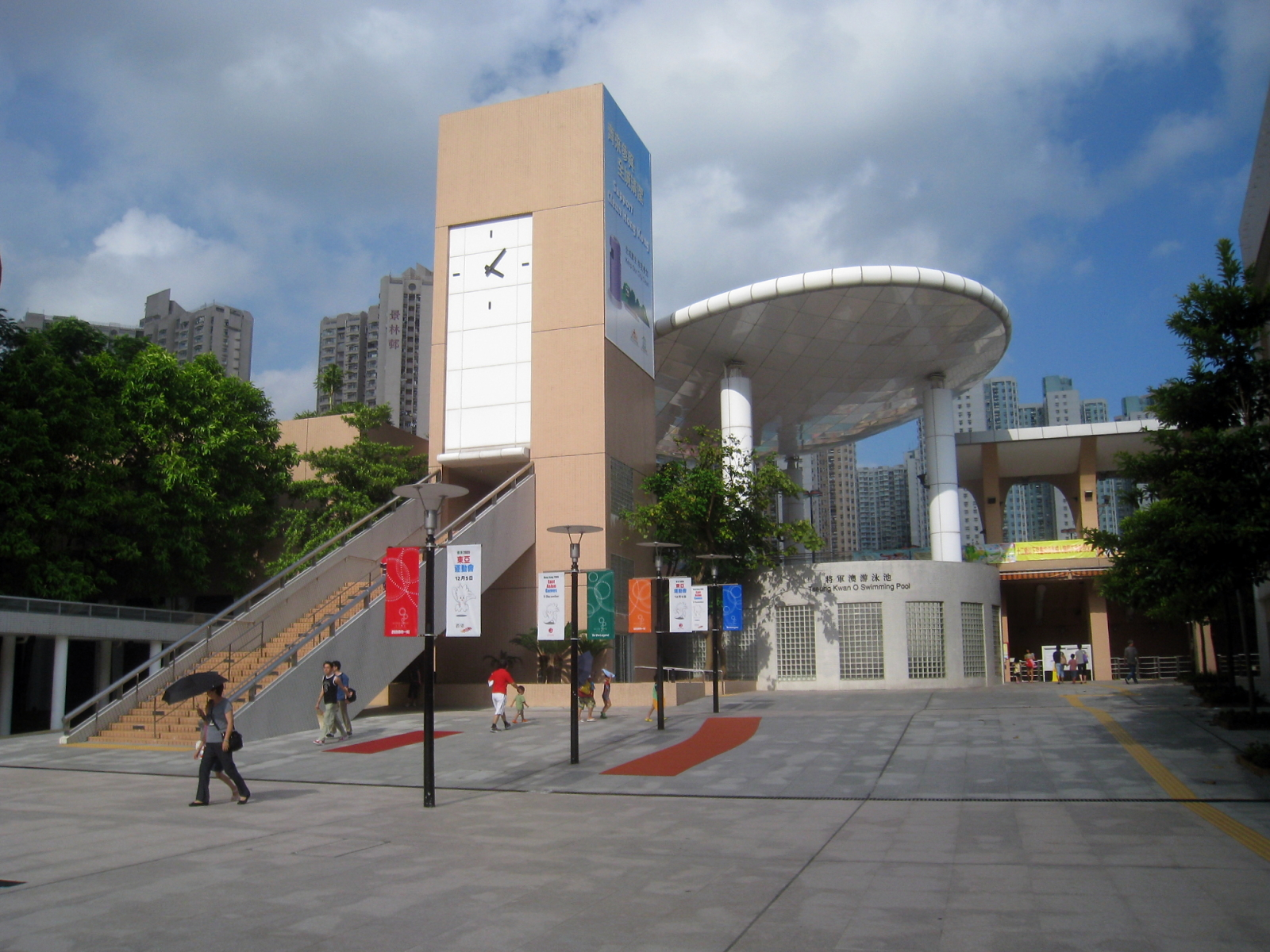
將軍澳游泳池正門入口

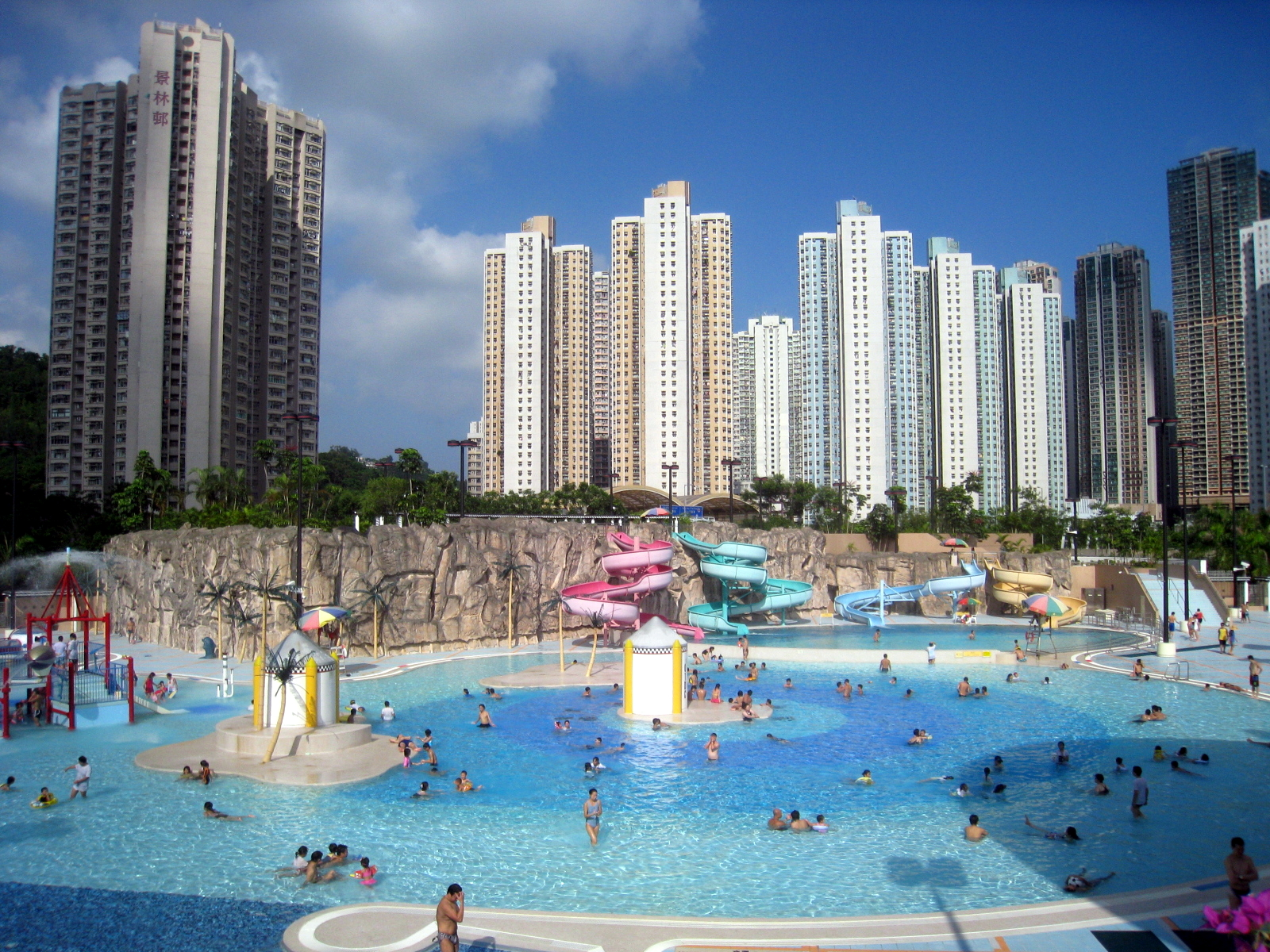
嬉水池和滑梯

將軍澳游泳池（英語：Tseung Kwan O Swimming Pool）是香港一座公共游泳池，位於新界西貢區將軍澳寶琳運隆路9號，佔地2.5公頃，屬於西貢區兩個公眾泳池之一。泳池建築物由關善明建築師事務所設計，於1998年動工，耗資3.21億港元，於2001年9月29日啟用，由康樂及文化事務署管理。

## 設施
將軍澳游泳池設施包括一座符合奧林匹克標準的主池、嬉水池、習泳池、訓練池、跳水池、日光浴場、計分板、家庭更衣室、四條滑水梯及1,155位觀眾座席。另外，在游泳池內設有小食亭，售賣小食、飲品、冰凍甜點及公仔麵等食品。
主池在冬季提供暖水，及提供一條有蓋通道連接更衣室。嬉水池則以飛機和飛航船為設計主題，附設4條滑水梯。

## 開放時間
| 夏季開放時間表（4月至10月）                                                                                | 夏季開放時間表（4月至10月） | 夏季開放時間表（4月至10月） |
| --- | --------------------------- | --------------------------- |
| 第一節：上午6時30分至中午12時                                                                              | 第二節：下午1時至6時30分    | 第三節：晚上7時30分至10時   |
| 暫停開放時間：中午12時至下午1時及下午6時30分至7時30分                                                      |                             |                             |
| 冬季開放時間表（11月至翌年3月，只開放主池）                                                                |                             |                             |
| 第一節：上午6時30分至中午12時                                                                              | 第二節：下午1時至6時        | 第三節：晚上7時至9時30分    |
| 暫停開放時間：中午12時至下午1時及下午6時至7時                                                              |                             |                             |
| 配合每年維修工程的暫停開放時間                                                                             |                             |                             |
| 訓練池、習泳池、跳水池、戲水池、嬉水池：11月1日至翌年4月15日 主池：5月4日至6月23日                         |                             |                             |
| 每周大清潔行動                                                                                             |                             |                             |
| 本公眾游泳池逢星期一進行一次大清潔行動，時間為上午10時至第二節開放時段完結為止，而泳池會於同日第三節重開。 |                             |                             |

## 鄰近
將軍澳游泳池與將軍澳體育館及將軍澳公共圖書館組織成為將軍澳最大型的康樂及圖書館綜合場館。與港鐵將軍澳線寶林站、新都城、港鐵坑口站相鄰，北面為寶琳南面為坑口，西側為寶康公園。

## 外部連結
- 康樂及文化事務署－將軍澳游泳池 （页面存档备份，存于）